# Міст губернатора Нобре де Карвальо
Міст губернатора Нобре де Карвальо (кит. трад. 嘉樂庇總督大橋, спр. 嘉乐庇总督大桥, піньїнь: Jiālè bì zǒngdū dà qiáo; порт. Ponte Governador Nobre de Carvalho), також відомий як Міст Макао-Тайпа (кит. трад. 澳氹大橋, спр. 澳氹大桥, піньїнь: Àodàng dàqiáo)) — міст, що поєднує півострів Макао та острів Тайпа.

## Історія

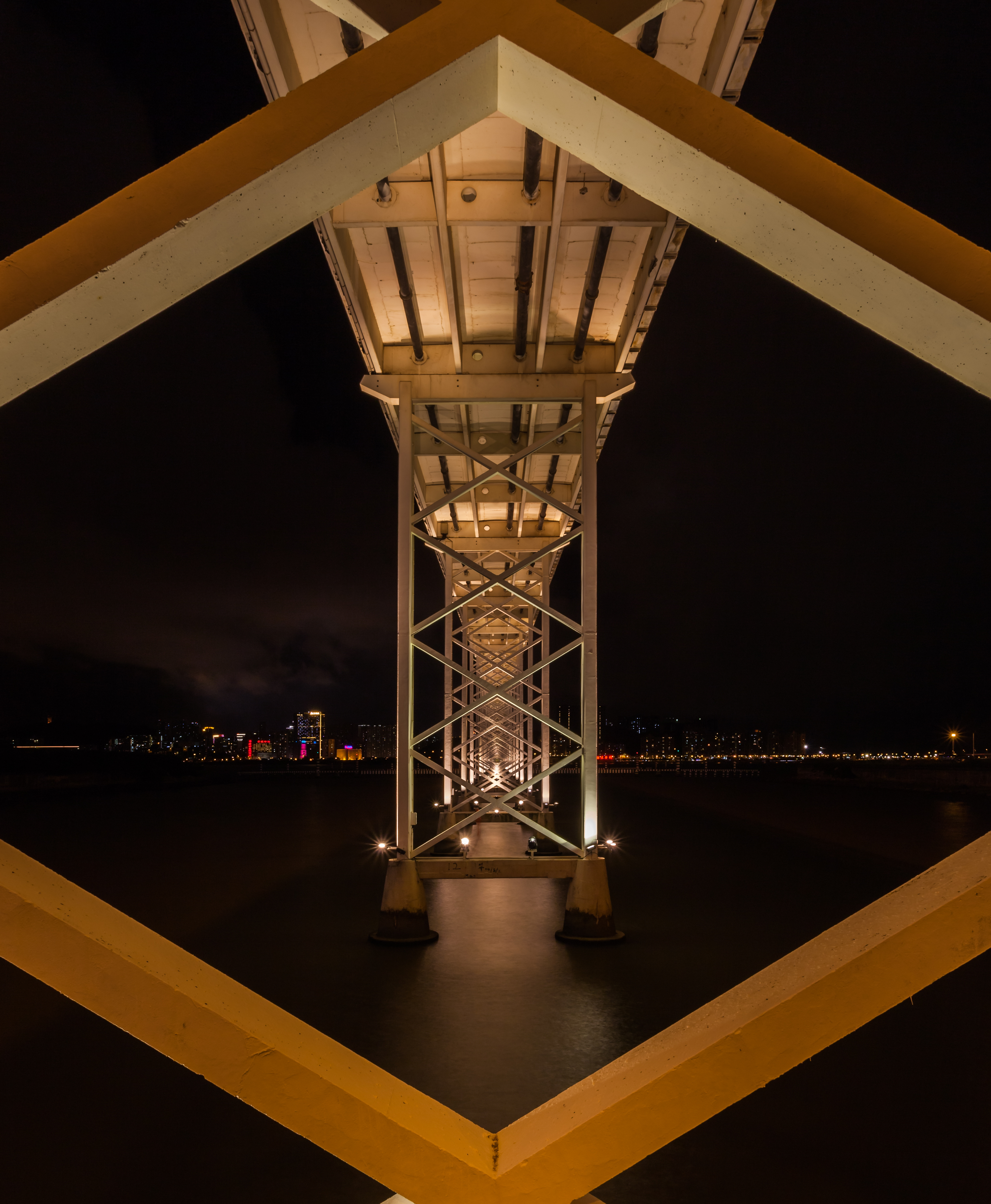
Міст уночі

Міст було споруджено за часів португальської колонізації Макао з метою поєднати острів Тайпа, що до того був ізольований від суходолу, з півостровом Макао. Китайська назва мосту — Старий міст (кит. трад. 舊大橋, спр. 旧大桥, піньїнь: Jiù dàqiáo). Будівництво почалося 1970 року. Для руху міст було відкрито в жовтні 1974 року. Міст названо на честь Нобре де Карвальо, що був губернатором Макао протягом 1966–1974 років. Форма моста нагадує дракона, голову якого «утворює» казино-готель «Casino de Lisboa», а хвіст — Монумент Тайпи.
У 1974–1981 роках проїзд мостом був платний.
2005 року, під час реконструкції казино «Grand Lisboa», міст було закрито для руху й відкрито 2006 року лише для автобусів та таксі, інші види транспорту можуть скористатися Мостом Дружби або новим мостом Сай Ван.